# Hans Scherbart
Hans Scherbart (16. prosinca 1905. – nadnevak smrti nepoznat) je bivši njemački hokejaš na travi. Igrao je na mjestu napadača.
Osvojio je srebrno odličje na hokejaškom turniru na Olimpijskim igrama 1936. u Berlinu igrajući za Njemačku. Odigrao je tri susreta.

## Vanjske poveznice
- Profil na Database Olympics